# Chức vụ nước Cộng hòa xã hội chủ nghĩa Việt Nam
Chức vụ là một thuật ngữ được sử dụng phổ biến trong đời sống thường nhật, trong khoa học pháp lý, khoa học hành chính và cả trong một số văn bản pháp luật. Chức vụ nhà nước được hiểu là "đơn vị mang tính tổ chức - cơ cấu của cơ quan nhà nước được thiết lập trên cơ sở văn bản pháp luật của cơ quan nhà nước có thẩm quyền, xác định vị trí phục vụ và vai trò lao động xã hội của người lao động, quyền và nghĩa vụ cũng như yêu cầu đối với chuyên môn của họ. Các chức vụ gắn với nhau bởi quan hệ phân công lao động hợp thành các bộ phận cơ cấu còn tổng thể của chúng hợp thành cơ quan nhà nước"
Mọi cán bộ, công chức làm việc trong cơ quan nhà nước đều giữ một chức vụ nhất định. Chức vụ nhà nước là đơn vị nhỏ nhất cấu thành cơ quan nhà nước, hoặc bộ phận cấu thành cơ quan hành chính nhà nước, tùy thuộc vào tính chất, địa vị pháp lý của cơ quan nhà nước.
Theo Hiến pháp 2013, Đảng Cộng sản Việt Nam là lực lượng lãnh đạo Nhà nước và xã hội. Việt Nam là nước độc đảng nên các chức vụ cao nhất trong Đảng Cộng sản Việt Nam đồng thời cũng là các lãnh đạo cao nhất trong bộ máy Nhà nước. Các Ủy viên Bộ Chính trị hiện cũng giữ các chức vụ cao nhất trong bộ máy Nhà nước như Chủ tịch nước, Thủ tướng, Chủ tịch Quốc hội,...

## Phân loại
Do cấu trúc tổ chức các cơ quan hành chính nhà nước được thiết lập theo mô hình hình chóp, nên các chức vụ nhà nước trong bộ máy này cũng được sắp xếp theo thứ bậc cao, thấp khác nhau.
Các chức vụ nhà nước, tùy theo tính chất, vị trí pháp lý của cơ quan hành chính nhà nước có thể được chia thành nhiều loại khác nhau: chức vụ chính trị, chức vụ quyền lực hành chính, chức vụ chuyên môn.

## Tính chất
Xét về cấu trúc, thứ bậc quyền lực thì quyền lực hành chính bao giờ cũng thấp hơn quyền lực chính trị. Do đó, các chức vụ chính trị bao giờ cũng cao hơn chức vụ quyền lực hành chính khi ở cùng một cấp hành chính.

## Bảng chức vụ tổng quan
Dưới đây là Sơ đồ Hệ thống chính trị của nước Cộng hòa Xã hội Chủ nghĩa Việt Nam:

## Bảng chức vụ chi tiết
Theo Nghị định số 204/2004/NĐ-CP ngày 14 tháng 12 năm 2004 của Chính phủ về chế độ tiền lương đối với cán bộ, công chức, viên chức và lực lượng vũ trang.
Theo Quyết định số 128/QĐ-TW ngày 14 tháng 12 năm 2004 của Ban Chấp hành Trung ương Đảng về chế độ tiền lương đối với cán bộ, công chức, viên chức cơ quan đảng, mặt trận và các đoàn thể.
Theo Nghị quyết số 730/2004/NQ-UBTVQH11 ngày 30 tháng 9 năm 2004 của Ủy ban Thường vụ Quốc hội về việc phê chuẩn bảng lương chức vụ, bảng phụ cấp chức vụ đối với cán bộ lãnh đạo Nhà nước, bảng lương chuyên môn nghiệp vụ ngành Tòa án, ngành kiểm sát.
Theo Thông tư liên tịch số 01/2005/TTLT-BNV-BTC ngày 05/01/2005 của Bộ Nội vụ và Bộ Tài chính về Hướng dẫn thực hiện chuyển xếp lương cũ sang lương mới đối với cán bộ công chức, viên chức.
Theo Nghị quyết số 1212/2016/UBTVQH13 sửa đổi, bổ sung một số nội dung của Nghị quyết số 730/2004/NQ-UBTVQH11 ngày 30 tháng 9 năm 2014 của Ủy ban Thường vụ Quốc hội về việc phê chuẩn bảng lương chức vụ, bảng phụ cấp chức vụ đối với cán bộ lãnh đạo của nhà nước; bảng lương chuyên môn, nghiệp vụ ngành Tòa án, ngành Kiểm sát.
Theo Nghị định số 117/2016/NĐ-CP ngày 21 tháng 7 năm 2016 của Chính phủ về việc sửa đổi, bổ sung một số điều của Nghị định 204/2004/NĐ-CP ngày 14/12/2004 của Chính phủ về chế độ tiền lương đối với cán bộ, công chức, viên chức và lực lượng vũ trang.
Theo Nghị quyết số: 325/2016/UBTVQH14 ngày 29 tháng 12 năm 2016 của Ủy ban thường vụ Quốc hội quy định về chế độ đối đãi đối với cán bộ, công chức của Kiểm toán Nhà nước.
Theo Quyết định 275-QĐ-TW ngày 14/12/2009 của Ban Bí thư về sửa đổi bổ sung một số điều của Quyết định số 128/QĐ-TW ngày 14/12/2004 về chế độ tiền lương đối với cán bộ công chức, viên chức cơ quan đảng, mặt trận và các đoàn thể
Dưới đây là bảng nhóm chức vụ trong Tổ chức của nước Cộng hòa Xã hội Chủ nghĩa Việt Nam. Đây là bảng tóm tắt đến hệ số 0.90; các hệ số thấp hơn thì cần phải xem kỹ theo các Nghị định và Quyết định, Nghị quyết ở trên.
| Nhóm                     | Hệ số | Nhà nước - Chính phủ | Đảng Cộng sản | Quốc hội - Tòa án | Mặt trận Tổ quốc - Đoàn thể |
| ------------------------ | ----- | --- | --- | --- | --- |
| Chức danh lãnh đạo       |       | | | | |
|                          | 13.00 | - Chủ tịch nước | - Tổng Bí thư | | |
|                          | 12.50 | - Thủ tướng Chính phủ | | - Chủ tịch Quốc hội | |
|                          | 12.00 | | - Thường trực Ban Bí thư | | |
|                          | 11.10 | | - Ủy viên Bộ Chính trị | | |
|                          | 11.00 | - Phó Chủ tịch nước | | | |
|                          | 10.40 | - Phó Thủ tướng Chính phủ - Đại tướng | - Bí thư Trung ương Đảng - Chủ nhiệm Ủy ban Kiểm tra Trung ương | - Phó Chủ tịch Quốc hội - Chánh án Tòa án nhân dân tối cao - Viện trưởng Viện Kiểm sát nhân dân tối cao | - Chủ tịch Ủy ban Trung ương Mặt trận Tổ quốc |
|                          | 9.80  | - Thượng tướng | | - Ủy viên Ủy ban Thường vụ Quốc hội | |
|                          | 9.70  | - Bộ trưởng - Thủ trưởng cơ quan ngang Bộ - Chủ nhiệm Văn phòng Chủ tịch nước - Tổng Kiểm toán Nhà nước - Chủ tịch UBND TP Hà Nội - Chủ tịch UBND TP Hồ Chí Minh | - Trưởng ban của Ban thuộc Trung ương Đảng - Chánh Văn phòng Trung ương Đảng - Giám đốc Học viện Chính trị Quốc gia Hồ Chí Minh - Tổng biên tập Báo Nhân dân - Tổng biên tập Tạp chí Cộng sản - Phó Bí thư Thành ủy Hà Nội - Phó Bí thư Thành ủy TP. Hồ Chí Minh | - Chủ tịch Hội đồng dân tộc - Chủ nhiệm Ủy ban của Quốc hội - Chủ nhiệm Văn phòng Quốc hội - Chủ tịch HĐND TP Hà Nội - Chủ tịch HĐND TP Hồ Chí Minh - Trưởng đoàn Đại biểu Quốc hội chuyên trách của TP Hà Nội và TP Hồ Chí Minh | - Phó Chủ tịch kiêm Tổng thư ký Mặt trận Tổ quốc - Chủ tịch Tổng Liên đoàn Lao động - Chủ tịch Hội Nông dân - Bí thư thứ nhất Trung ương Đoàn Thanh niên Cộng sản Hồ Chí Minh - Chủ tịch Hội Liên hiệp Phụ nữ - Chủ tịch Hội Cựu chiến binh |
| Phụ cấp chức vụ lãnh đạo |       | | | | |
|                          | 1.40  | - Chủ tịch Viện nghiên cứu khoa học thuộc Chính phủ - Tổng Tham mưu trưởng - Chủ nhiệm Tổng cục Chính trị | - Bí thư Đảng ủy Khối các cơ quan Trung ương - Bí thư Đảng ủy tỉnh, thành phố trực thuộc Trung ương | | |
|                          | 1.30  | - Thứ trưởng - Phó Thủ trưởng cơ quan ngang Bộ - Thủ trưởng cơ quan thuộc Chính phủ - Phó Chủ nhiệm Văn phòng Chủ tịch nước - Giám đốc Đại học Quốc gia - Chủ tịch UBND tỉnh, thành phố trực thuộc Trung ương - Phó Tổng Kiểm toán Nhà nước | - Phó Chủ nhiệm Ủy ban Kiểm tra Trung ương - Phó trưởng ban Đảng Trung ương - Phó Chánh văn phòng Trung ương và tương đương - Phó Giám đốc Học viện Chính trị Quốc gia Hồ Chí Minh - Giám đốc Nhà xuất bản Chính trị quốc gia - sự thật - Phó Tổng Biên tập Báo Nhân dân - Phó Tổng Biên tập Tạp chí Cộng sản | - Phó Chủ tịch Hội đồng dân tộc của Quốc hội - Phó Chủ nhiệm Uỷ ban của Quốc hội - Trưởng ban thuộc Uỷ ban thường vụ Quốc hội - Phó Chủ nhiệm Văn phòng Quốc hội - Phó Chánh án Toà án nhân dân tối cao - Phó Viện trưởng Viện Kiểm sát nhân dân tối cao | - Phó Chủ tịch Mặt trận Tổ quốc - Phó Chủ tịch Đoàn thể Trung ương - Chủ tịch Hội và tổ chức phi Chính phủ hạng 1 trực thuộc Trung ương |
|                          | 1.25  | - Tư lệnh, Chính ủy Quân khu (và các chức vụ khác tương đương nhóm 3) - Tổng cục trưởng thuộc Bộ - Tổng Giám đốc Trung tâm Dự báo Khí tượng Thủy văn Quốc gia | - Ủy viên Ủy ban kiểm tra Trung ương - Phó Bí thư Đảng ủy tỉnh, thành phố trực thuộc Trung ương | - Trưởng Đoàn Đại biểu Quốc hội chuyên trách các tỉnh, thành phố trực thuộc Trung ương - Chủ tịch HĐND tỉnh, thành phố trực thuộc Trung ương - Thẩm phán Tòa án nhân dân tối cao - Kiểm sát viên Viện kiểm sát nhân dân tối cao | |
|                          | 1.20  | - Phó Chủ tịch UBND TP Hà Nội và TP Hồ Chí Minh | - Ủy viên thường vụ Thành ủy TP Hà Nội và TP Hồ Chí Minh - Chủ nhiệm Uỷ ban kiểm tra Thành ủy TP Hà Nội và TP Hồ Chí Minh | - Phó Chủ tịch HĐND TP Hà Nội và TP Hồ Chí Minh. - Phó Trưởng đoàn Đại biểu Quốc hội chuyên trách của TP. Hà Nội và TP. Hồ Chí Minh. - Chánh án Tòa án nhân dân cấp cao - Viện trưởng Viện kiểm sát nhân dân cấp cao | - Ủy viên thường trực Đoàn Chủ tịch Mặt trận Tổ quốc - Chủ tịch Mặt trận TP Hà Nội và TP Hồ Chí Minh - Bí thư thường trực Trung ương Đoàn Thanh niên Cộng sản Hồ Chí Minh                                                                   |
|                          | 1.15  | - Phó Chủ tịch Viện nghiên cứu khoa học thuộc Chính phủ | | | |
|                          | 1.10  | - Phó Thủ trưởng cơ quan thuộc Chính phủ - Trưởng ban quản lý khu công nghiệp (loại 1) - Phó Tổng Giám đốc Trung tâm khí tượng thủy văn Quốc gia - Phó Giám đốc Đại học Quốc gia - Hiệu trưởng Trường Đại học Vùng - Hiệu trưởng Trường Đại học Trọng điểm - Giám đốc các Bệnh viện - Tư lệnh, Chính ủy Quân đoàn (và các chức vụ khác tương đương nhóm 4) | - Giám đốc Phân viện I, II, III - Giám đốc Phân viện Báo chí tuyên truyền - Phó Giám đốc Nhà xuất bản chính trị Quốc gia - Phó Bí thư Đảng ủy khối cơ quan trung ương - Bí thư Thành ủy thành phố trực thuộc tỉnh, thành phố trực thuộc Trung ương là đô thị loại I | - Phó Trưởng ban thuộc Ủy ban thường vụ Quốc hội - Ủy viên thường trực HĐND TP Hà Nội và TP Hồ Chí Minh | - Chủ tịch Hội và tổ chức phi Chính phủ hạng 2 ở Trung ương - Phó Chủ tịch Hội và tổ chức phi Chính phủ hạng 1 ở Trung ương - Bí thư chuyên trách Trung ương Đoàn Thanh niên Cộng sản Hồ Chí Minh                                           |
|                          | 1.05  | - Phó Tổng cục trưởng thuộc Bộ - Phó Cục trưởng Cục loại I thuộc Bộ - Phó Chủ tịch UBND tỉnh, thành phố trực thuộc Trung ương | - Ủy viên Đoàn Chủ tịch, Thường vụ chuyên trách đoàn thể Trung ương - Bí thư Thành ủy thành phố thuộc tỉnh là đô thị loại II - Ủy viên thường vụ Đảng ủy tỉnh, thành phố trực thuộc Trung ương - Chủ nhiệm Ủy ban kiểm tra Đảng ủy tỉnh, thành phố trực thuộc Trung ương - Ủy viên Ban Biên tập Báo Nhân dân - Ủy viên Ban Biên tập Tạp chí Cộng sản | - Đại biểu Quốc hội chuyên trách ở Trung ương - Phó Chủ tịch HĐND tỉnh, thành phố trực thuộc Trung ương - Phó Trưởng đoàn Đại biểu Quốc hội tỉnh, thành phố trực thuộc Trung ương - Đại biểu Quốc hội chuyên trách của tỉnh, thành phố trực thuộc Trung ương - Chánh tòa Toà án nhân dân tối cao - Chánh án Tòa án nhân dân TP Hà Nội và TP Hồ Chí Minh - Vụ trưởng Vụ nghiệp vụ, Viện trưởng Viện nghiệp vụ, Cục trưởng Cục điều tra thuộc Viện Kiểm sát nhân dân tối cao - Viện trưởng Viện kiểm sát nhân dân TP Hà Nội và TP Hồ Chí Minh | - Chủ tịch Mặt trận tỉnh, thành phố trực thuộc Trung ương - Ủy viên Đoàn Chủ tịch, Thường vụ chuyên trách đoàn thể Trung ương |
|                          | 1.00  | - Chánh Văn phòng Bộ và cơ quan ngang Bộ - Chánh Thanh tra Bộ và cơ quan ngang Bộ - Vụ trưởng thuộc Bộ và cơ quan ngang Bộ (tương đương) - Cục trưởng thuộc Bộ - Trưởng ban Quản lý Khu công nghiệp (loại 2) - Chánh Văn phòng UBND TP Hà Nội và TP Hồ Chí Minh - Chánh Thanh tra TP Hà Nội và TP Hồ Chí Minh - Giám đốc Sở và tương đương thuộc TP Hà Nội và TP và Hồ Chí Minh - Trưởng ban (tương đương) thuộc Viện nghiên cứu khoa học (Chính phủ) - Hiệu trưởng các Trường Đại học - Vụ trưởng, Kiểm toán trưởng và tương đương - Phó Tư lệnh Quân đoàn (tương đương) | - Vụ trưởng cơ quan Đảng Trung ương và tương đương - Cục trưởng cơ quan Đảng Trung ương và tương đương - Chánh Văn phòng cơ quan Đảng Trung ương và tương đương - Ủy viên Thường vụ chuyên trách Đảng ủy khối các cơ quan Trung ương và tương đương - Trưởng ban Đảng (tương đương) TP Hà Nội và TP Hồ Chí Minh - Chánh Văn phòng (tương đương) TP Hà Nội và TP Hồ Chí Minh - Chủ tịch, Bí thư các đoàn thể TP Hà Nội và TP Hồ Chí Minh - Trưởng khoa, Trưởng ban, Viện trưởng, Chánh văn phòng thuộc Học viện Chính trị quốc gia Hồ Chí Minh - Trưởng ban thuộc Báo Nhân dân và Tạp chí Cộng sản - Tổng Biên tập Báo tỉnh, thành phố (loại 1) | - Ủy viên thường trực HĐND tỉnh, thành phố trực thuộc Trung ương - Chánh Văn phòng HĐND TP Hà Nội và TP Hồ Chí Minh - Trưởng ban chuyên trách HĐND TP Hà Nội và TP Hồ Chí Minh - Chánh Văn phòng Đoàn Đại biểu Quốc hội TP Hà Nội và TP Hồ Chí Minh - Phó Chánh án Tòa án nhân dân cấp cao - Phó Viện trưởng Viện kiểm sát nhân dân cấp cao | - Chủ tịch Hội và tổ chức phi Chính phủ hạng 1 ở tỉnh, thành phố trực thuộc Trung ương - Trưởng ban, Chánh Văn phòng cơ quan Mặt trận và đoàn thể Trung ương và tương đương - Chủ tịch chuyên trách công đoàn ngành Trung ương              |
|                          | 0.95  | - Chủ tịch UBND thành phố thuộc tỉnh, thành phố trực thuộc trung ương là đô thị loại I | - Phó Bí thư Thành ủy thành phố thuộc tỉnh, thành phố trực thuộc trung ương là đô thị loại I | - Chủ tịch HĐND thành phố thuộc tỉnh, thành phố trực thuộc trung ương là đô thị loại I - Chánh án Tòa án nhân dân tỉnh, thành phố trực thuộc Trung ương - Viện trưởng Viện kiểm sát nhân dân tỉnh, thành phố trực thuộc Trung ương | |
|                          | 0.90  | - Trưởng ban (tương đương) cơ quan thuộc Chính phủ - Trưởng ban, Vụ trưởng (tương đương) thuộc Tổng cục. - Phó Cục trưởng Cục loại 2 thuộc Bộ - Trưởng ban, Trưởng phòng (tương đương) thuộc Cục thuộc Bộ - Cục trưởng thuộc Tổng cục - Phó Trưởng ban Ban Quản lý Khu công nghiệp (loại 1) - Chánh Văn phòng UBND tỉnh, thành phố trực thuộc Trung ương - Giám đốc Sở (tương đương) tỉnh, thành phố trực thuộc Trung ương - Chủ tịch UBND thành phố thuộc tỉnh là đô thị loại II - Thủ trưởng cơ quan thi hành án TP Hà Nội và TP Hồ Chí Minh - Chánh Thanh tra cơ quan thuộc Chính phủ - Chánh Thanh tra Tổng cục thuộc Bộ - Chánh Thanh tra Cục loại 1 thuộc Bộ - Chánh Thanh tra tỉnh, thành phố trực thuộc Trung ương - Trưởng ban (tương đương) thuộc Đại học Quốc gia - Hiệu trưởng Trường Cao đẳng - Sư đoàn trưởng (tương đương) | - Trưởng ban chuyên trách Đảng ủy khối các cơ quan Trung ương và tương đương - Trưởng ban Đảng (tương đương) tỉnh, thành phố trực thuộc Trung ương - Chánh văn phòng (tương đương) tỉnh, thành phố trực thuộc Trung ương - Phó Chủ nhiệm Thường trực Ủy ban Kiểm tra Thành ủy TP Hà Nội và TP Hồ Chí Minh - Phó trưởng ban thường trực Thành ủy TP Hà Nội và TP Hồ Chí Minh - Phó Bí thư Thành ủy Thành phố thuộc tỉnh là đô thị loại II - Bí thư Thành ủy Thành phố thuộc tỉnh là đô thị loại III, quận thuộc TP Hà Nội, quận thuộc TP Hồ Chí Minh - Bí thư Đảng ủy khối cơ quan TP Hà Nội và TP Hồ Chí Minh - Chủ tịch, Bí thư các đoàn thể các tỉnh, thành phố trực thuộc Trung ương - Giám đốc Trường chính trị tỉnh, thành phố (loại 2) - Tổng Biên tập Báo tỉnh thành phố (loại 2) - Trưởng ban (tương đương) thuộc Nhà xuất bản Chính trị Quốc gia | - Chánh Văn phòng HĐND tỉnh, thành phố trực thuộc Trung ương - Chánh Văn phòng Đoàn Đại biểu Quốc hội tỉnh, thành phố trực thuộc Trung ương - Trưởng ban chuyên trách HĐND tỉnh, thành phố trực thuộc Trung ương - Phó Chánh án Tòa án nhân dân TP Hà Nội và TP Hồ Chí Minh - Phó Viện trưởng Viện kiểm sát nhân dân TP Hà Nội và TP Hồ Chí Minh - Chủ tịch HĐND thành phố thuộc Tỉnh là đô thị loại II - Chánh tòa Tòa án nhân dân tối cao                                                                                                 | - Trưởng ban (tương đương) thuộc Hội, tổ chức phi Chính phủ ở Trung ương - Chủ tịch Hội và tổ chức phi Chính phủ ở Trung ương (loại 2) |

## Bảng chức danh từ năm 2022
Dưới đây là Bảng chức danh trong Hệ thống chính trị của nước Cộng hòa Xã hội Chủ nghĩa Việt Nam từ năm 2022 (Theo Kết luận số 35-KL/TW ngày 05 tháng 5 năm 2022 của Bộ Chính trị về danh mục chức danh, chức vụ lãnh đạo và tương đương của hệ thống chính trị từ Trung ương đến cơ sở: